# マナの収集 (プッサン)

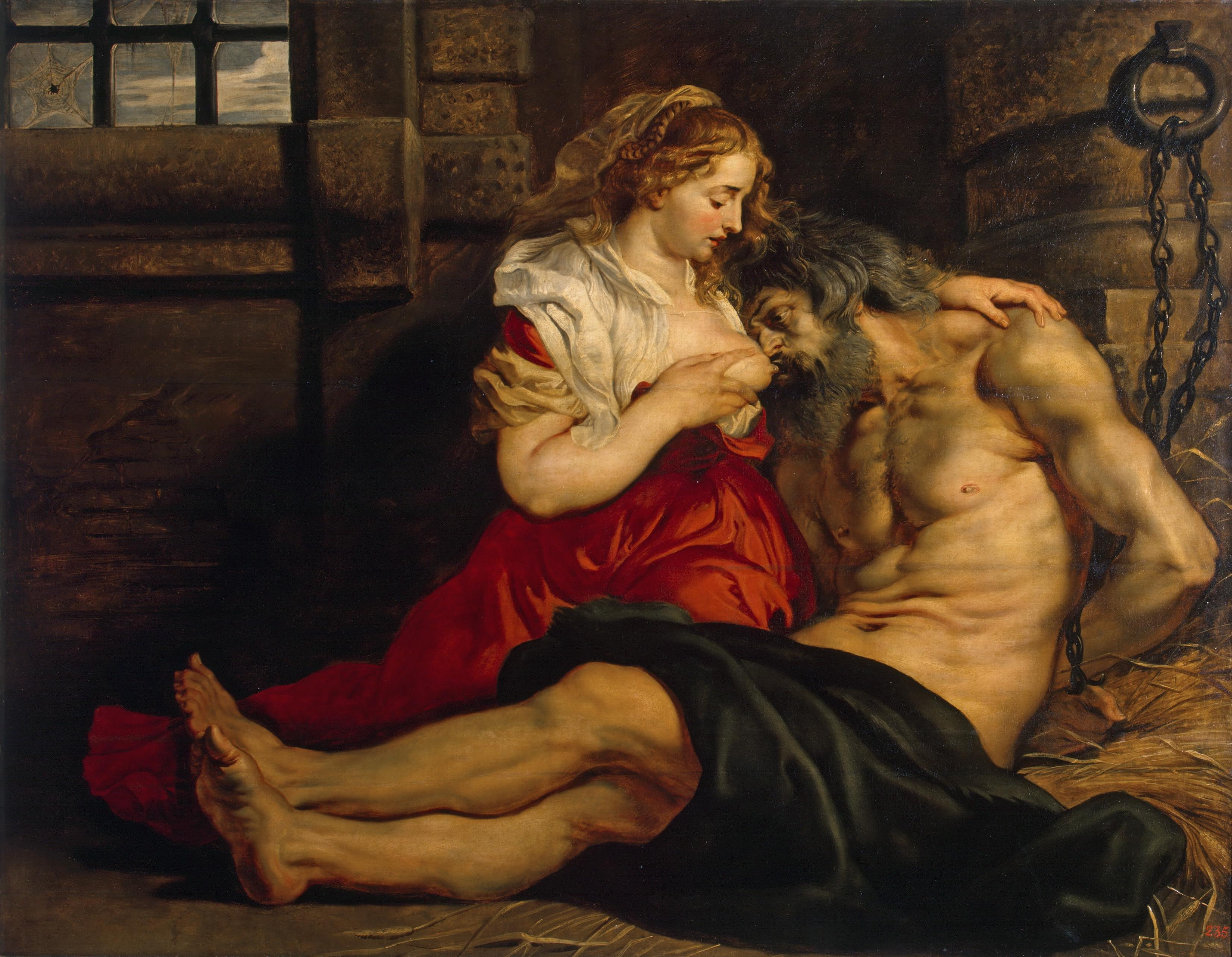
ルーベンス 『ローマの慈愛』 (1612年ごろ)、エルミタージュ美術館、サンクトペテルブルク

『マナの収集』 (マナのしゅうしゅう、仏: La Récolte de la manne、英: Gathering of Manna) 、または『荒野でマナを集めるイスラエル人たち』(こうやでマナをあつめるイスラエルじんたち、仏: Les Israélites recueillant la manne dans le désert、英: The Jews Gathering the Manna in the Desert) は、17世紀のフランスの巨匠ニコラ・プッサンが1638-1639年に制作した油彩画で、画家が手掛けた『旧約聖書』の「出エジプト記」を主題とした作品のうちの1点である。ポール・フレアール・ド・シャントルーのために描かれた最初期の作品の1つであったが、1666年にフランス国王ルイ14世の収集に加わった。作品は1785年以来、パリのルーヴル美術館に所蔵されている。

## 概要
「出エジプト記」 (16章14-17) には、イスラエル人たちがエジプトを出て荒野を越えていく様子が記述されている。本作には、エジプトを出て2か月と15日後、シンの荒野で起きた出来事が描かれている。イスラエル人たちは食べ物がなくなり、飢えに苦しんで、指導者モーセに救いを求める。モーセが神に祈ると神は、イスラエル人たちに朝露とともに蜜のように甘い「種」に似た食物を降らせて与えた。それが「マナ」であった。
中央で鮮やかな赤い衣を纏い、古代ギリシア・ローマ彫刻のように手を天に上げて立っているのがモーセである。その周囲にいる人々の心理は、プッサンによりさまざまに描き分けられている。画面左側には飢えに苦しんでいる人、そして画面右側ではすでに天から降ってきているマナを夢中になって拾っている人、マナを巡って争っている人、マナをむさぼっている人、喜びに浸る人、神への感謝をささげる人などがいる。左側の群衆の中心にいる女性は幼い自分の息子だけでなく、弱っている老婆にも自分の乳を与えているが、これは「ローマの慈愛」(カリタス・ロマーナ=Caritas Romana) を表現している。画家は、こうしたひとりひとりの心理と感情をそれにふさわしいポーズと雰囲気の中で描き出そうとしているのである。
プッサンは友人の画家ジャック・ステラに宛てた手紙の中で、本作の意図について「飢え、その後の喜びと驚き、そして神への尊敬を、女や子どもたちを含むさまざまな年齢と気質の人々によって表したい」と述べ、さらにこのことは「知的に絵を読むことのできる人を喜ばせるだろう」と書いている。実際、「絵を読む」という言葉は、プッサンの作品を理解する鍵となる。画家にとって、絵画は自分が訴えたいと思う思想を語るものであり、鑑賞者に絵画に込められたものを喜びとともに読み取ってもらうことを期待したものであった。
なお、1667年に当時のフランスの王立絵画彫刻アカデミーの学長で、プッサンの弟子であったシャルル・ルブランは本作を分析する講演を行い、後世に強い影響力を持った。ルブランは、その分析の中で4つのカテゴリーを用いて論じたが、それらのカテゴリーとは、配列、素描およびプロポーション、表現、そして色彩と光である。素描およびプロポーションの例として、ルブランは本作の主要な人物たちが『ベルヴェデーレのアポロン』や『ラオコーン像』 (ともにヴァチカン美術館、ローマ) などの古代彫刻をモデルにしているという点を強調している。

## ギャラリー
プッサンの『マナの収集』のモデルとなったと、シャルル・ルブランが言及した古代彫刻

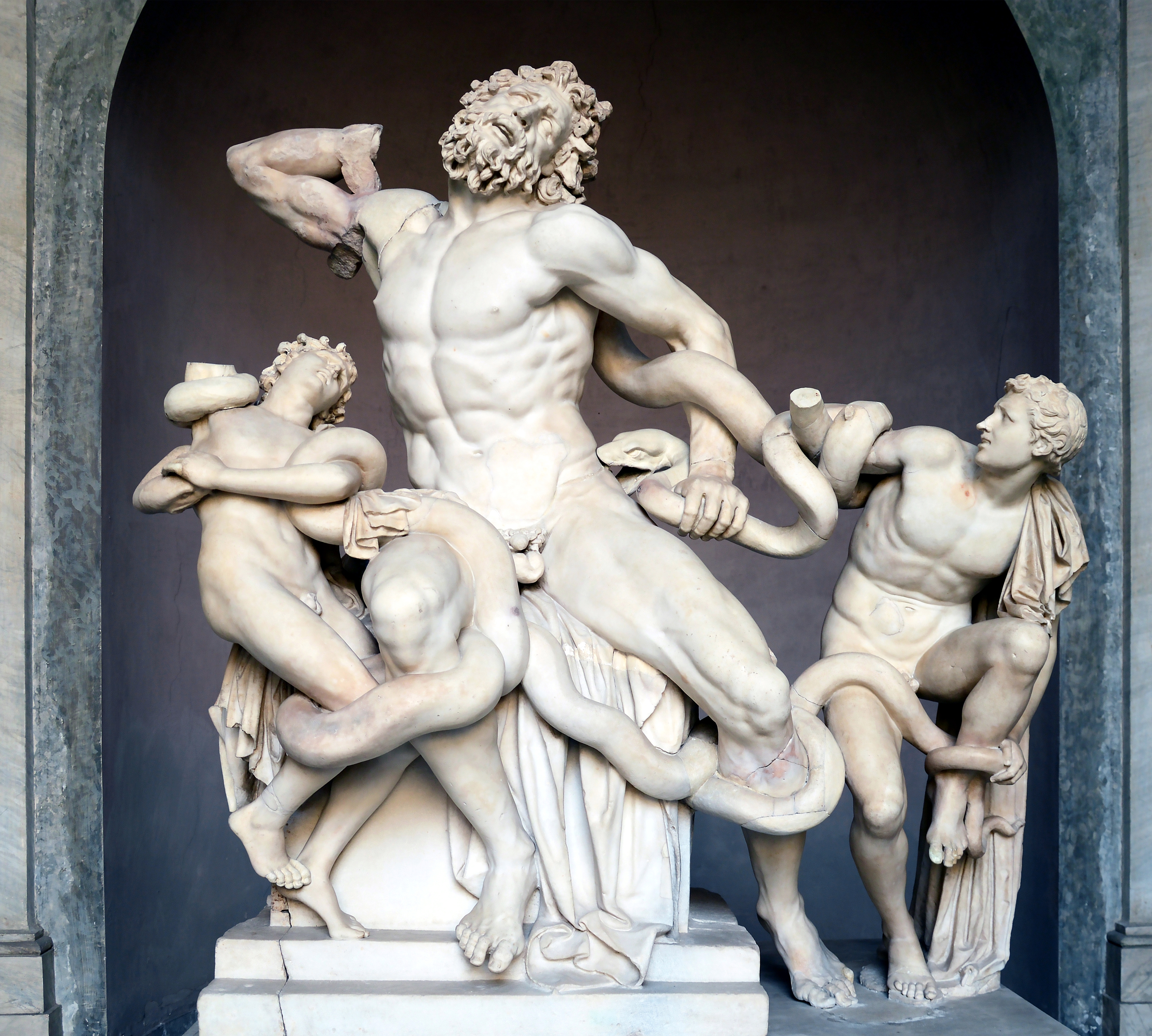
『ラオコーン像』 ヴァチカン美術館、ローマ
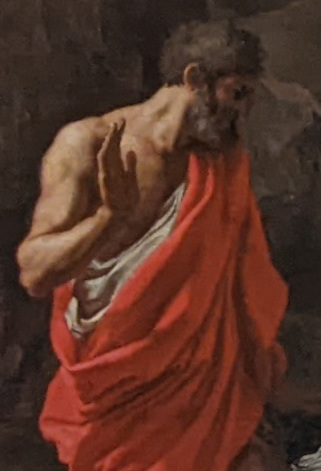
プッサン『マナの収集』の画面左の男 (ラオコーンの頭部がモデル)
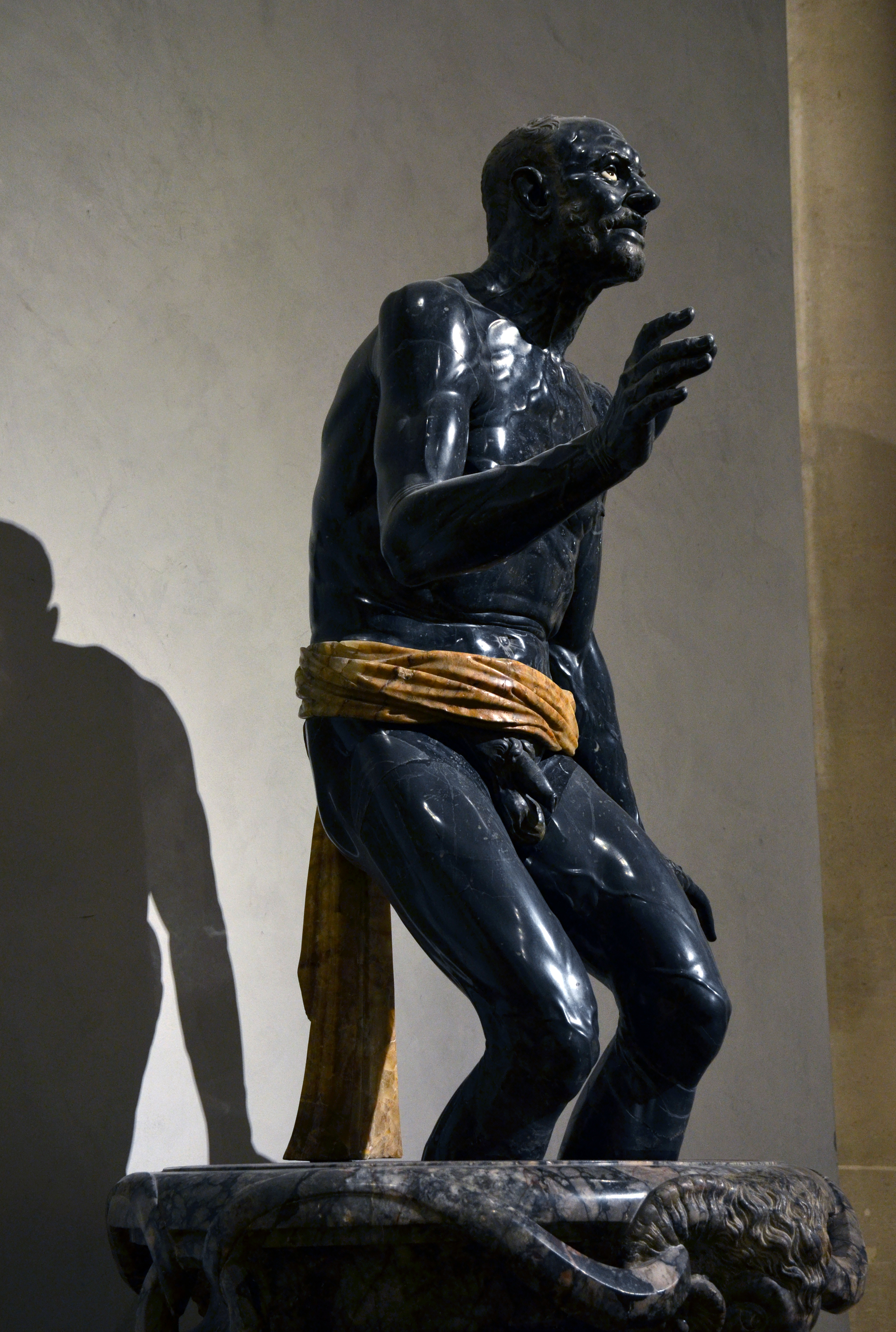
『死せるセネカ』ルーヴル美術館、パリ
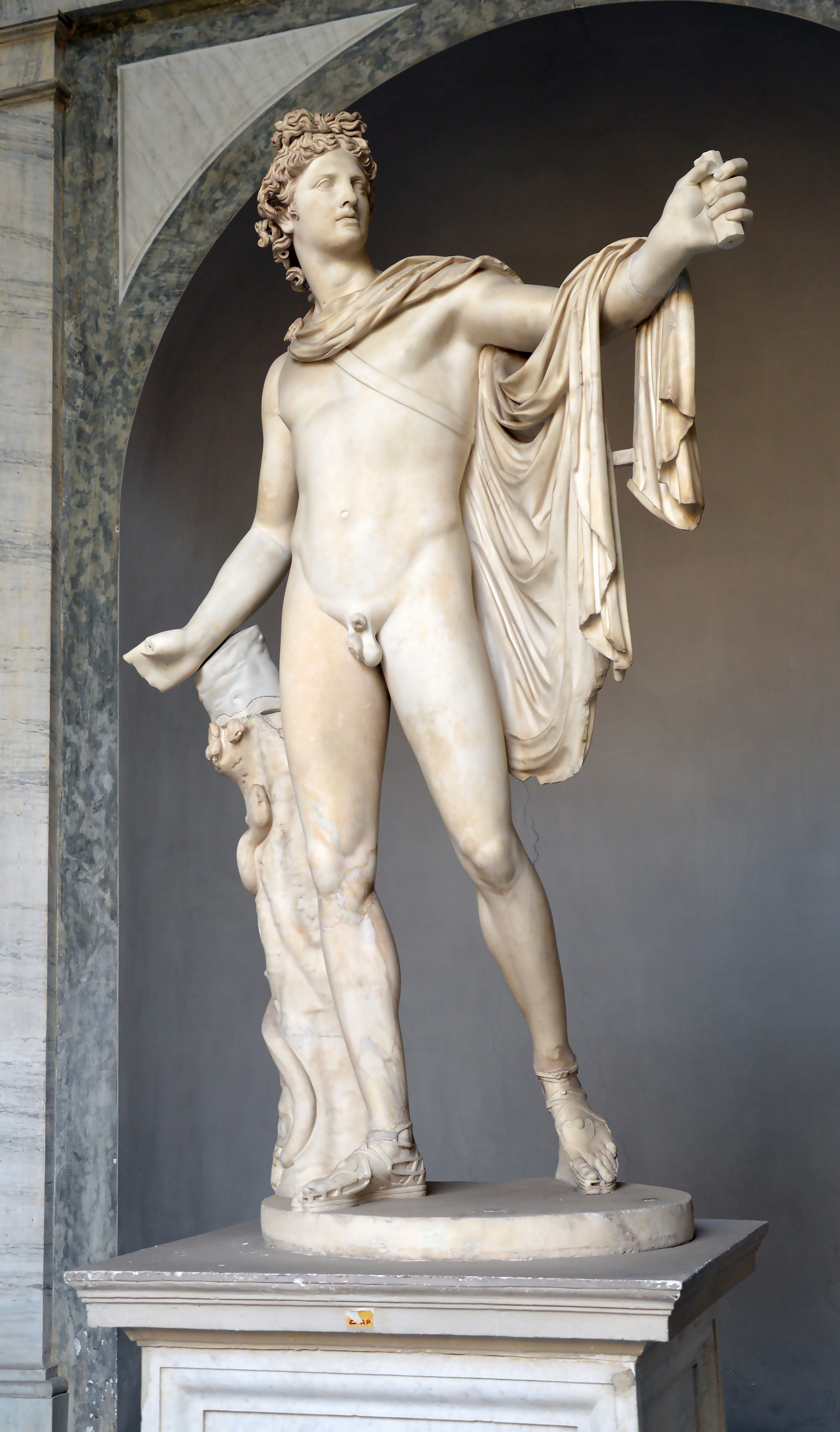
『ベルヴェデーレのアポロン』ヴァチカン美術館、ローマ
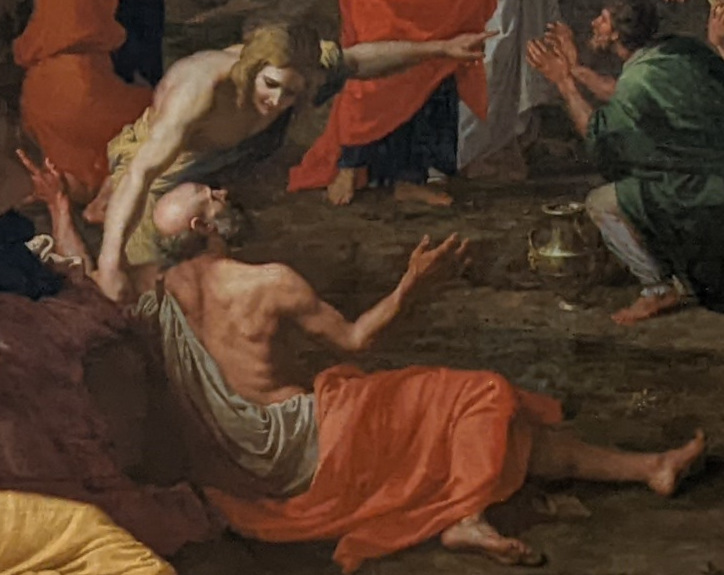
プッサン『マナの収集』中の身体を伸ばした老人 (セネカがモデル) と話す若い男 (ベルヴェデーレのアポロンがモデル)